# Viola Reggio Calabria 1989-1990
Rosa della Viola Reggio Calabria per la stagione 1989-1990 di Serie A1.
Piazzamento finale: 7º posto, eliminata ai quarti di finale dalla Pallacanestro Varese.
Sponsor: nessuno.
 Capocannoniere della Serie A1: Dan Caldwell
| Nome                                      | Nazionalità            | Ruolo      | Nascita |
| ----------------------------------------- | ---------------------- | ---------- | ------- |
| Donato Avenia                             | Italia (bandiera)      | ala        | 1966    |
| Giampiero Savio                           | Italia (bandiera)      | playmaker  | 1959    |
| Alessandro Santoro                        | Italia (bandiera)      | playmaker  | 1965    |
| Alfredo Passarelli                        | Italia (bandiera)      | ala-centro | 1965    |
| Charles Jones                             | Stati Uniti (bandiera) | ala        | 1962    |
| Lorenzo Capisciotti                       | Italia (bandiera)      | playmaker  | 1966    |
| Dan Caldwell                              | Stati Uniti (bandiera) | ala        | 1959    |
| Gustavo Tolotti                           | Italia (bandiera)      | ala-centro | 1967    |
| Roberto Bullara                           | Italia (bandiera)      | guardia    | 1964    |
| Agostino Li Vecchi (fino al 29/04/1990)   | Italia (bandiera)      | ala        | 1970    |
| Giovanni Spataro (fino all'11/04/1990)    | Italia (bandiera)      | centro     | 1966    |
| Rocco Famà (dal 07/01/1990 al 21/01/1990) | Italia (bandiera)      | playmaker  | 1973    |
| Jerome Henderson (fino al 29/10/1989)     | Stati Uniti (bandiera) | ala-centro | 1959    |
| All: Tonino Zorzi                         | Italia (bandiera)      | -          | 1935    |